# Bisdom Tacuarembó

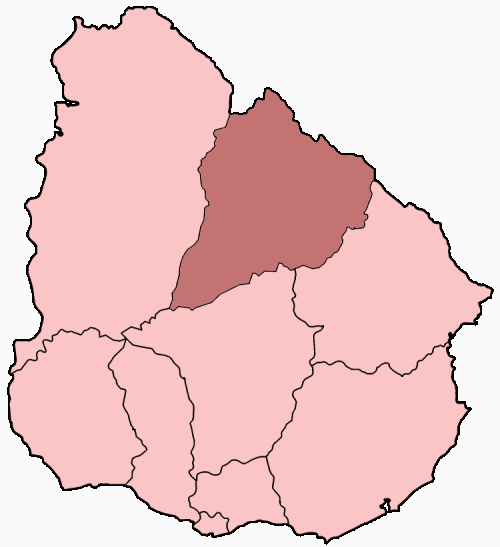
Het bisdom Tacuarembó binnen Uruguay

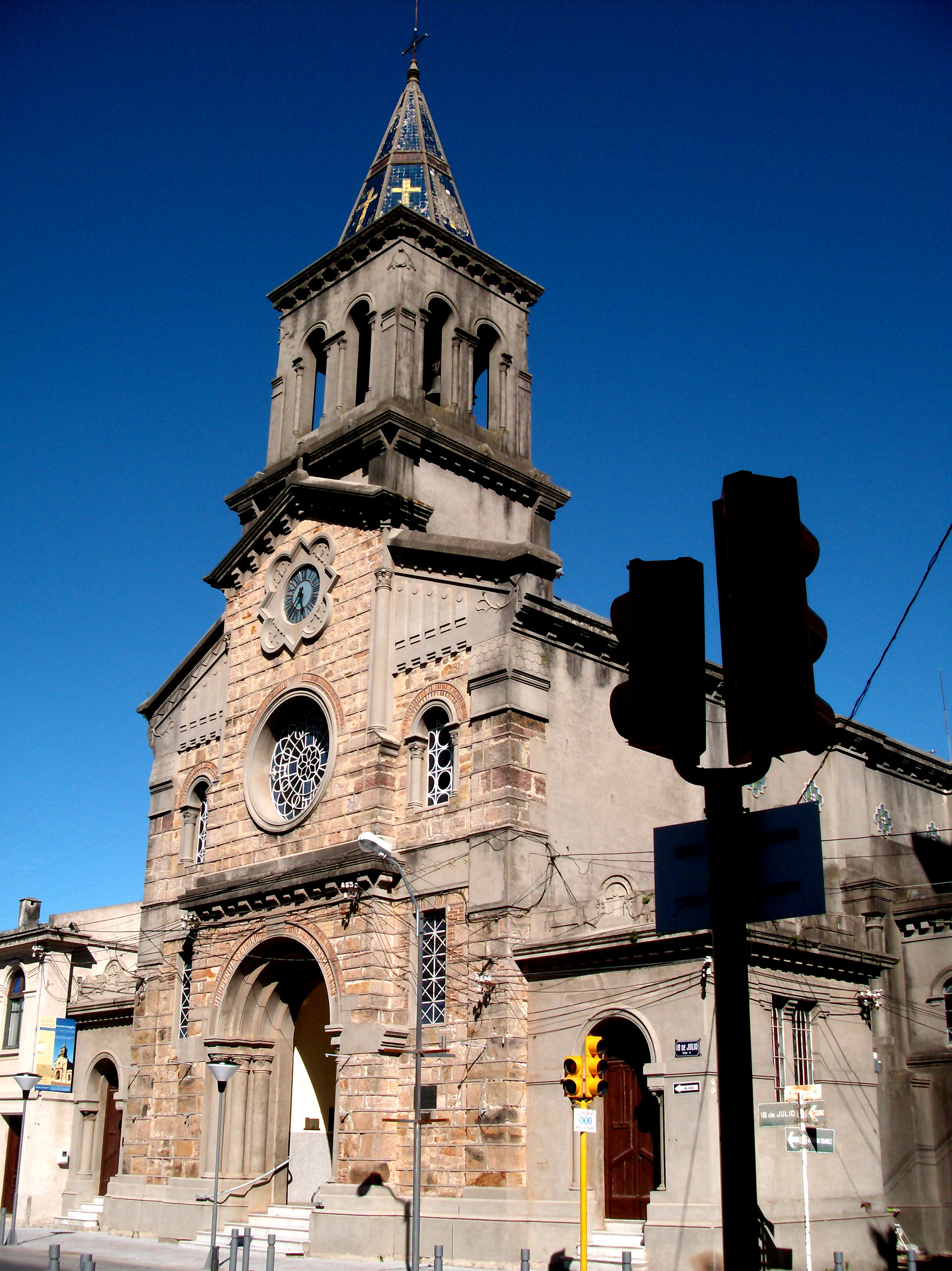
De kathedraal San Fructuoso van Tacuarembó

Het bisdom Tacuarembó (Latijn: Dioecesis Tacuarembiana) is een rooms-katholiek bisdom met als zetel Tacuarembó in Uruguay. Het bisdom is suffragaan aan het aartsbisdom Montevideo. Het bisdom werd opgericht in 1960.
In 2020 telde het bisdom 16 parochies. Het bisdom heeft een oppervlakte van 24.804 km² en omvat de departementen Tacuarembó en Rivera. Het bisdom telde in 2020 128.000 inwoners waarvan 50,3% rooms-katholiek was. 

## Bisschoppen
- Carlos Parteli Keller (1960-1966)
- Miguel Balaguer (1966-1983)
- Daniel Gil Zorrilla, S.J. (1983-1989)
- Julio César Bonino Bonino (1989-2017)
- Pedro Ignacio Wolcan Olano (2018-)

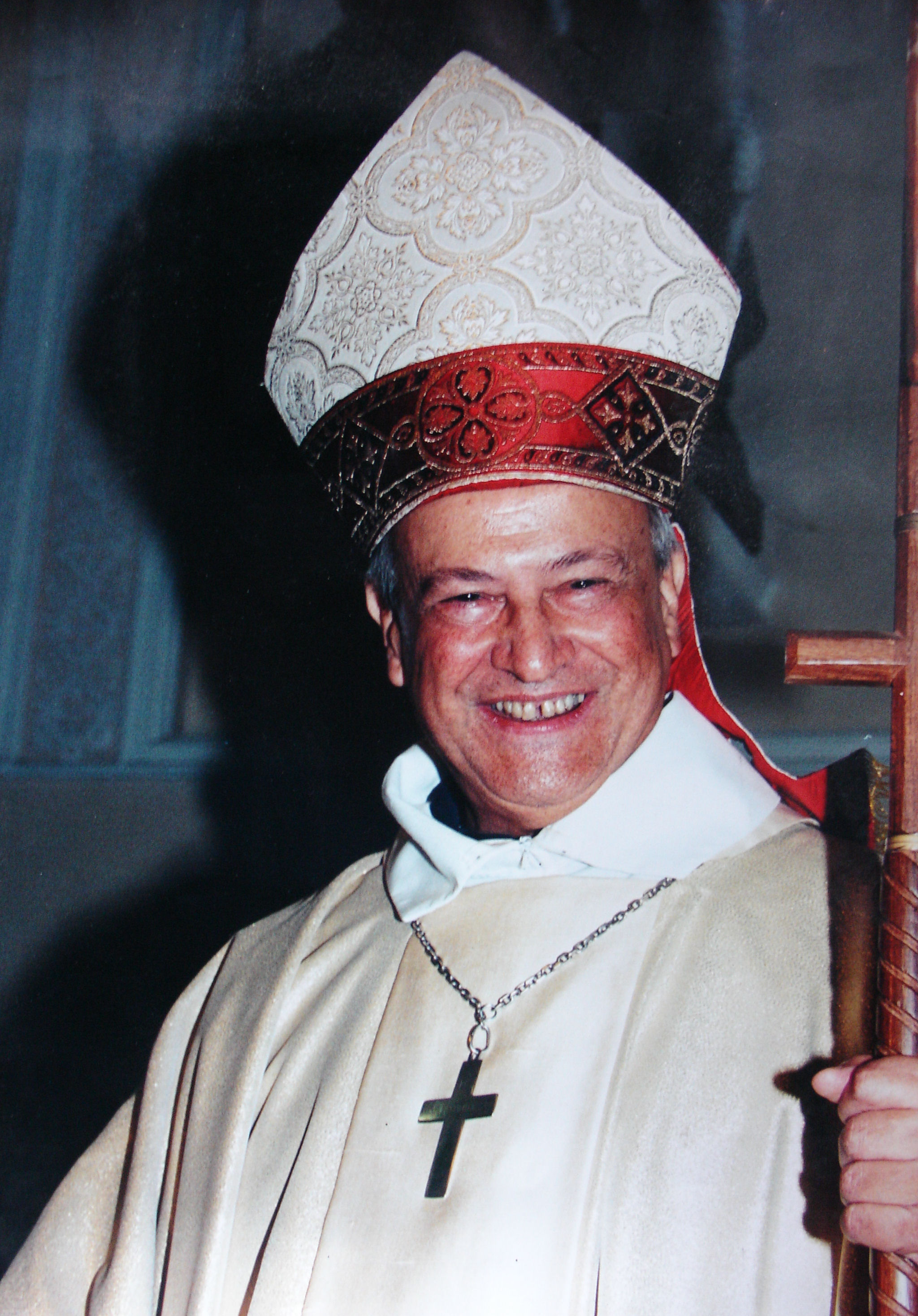
Daniel Gil Zorrilla
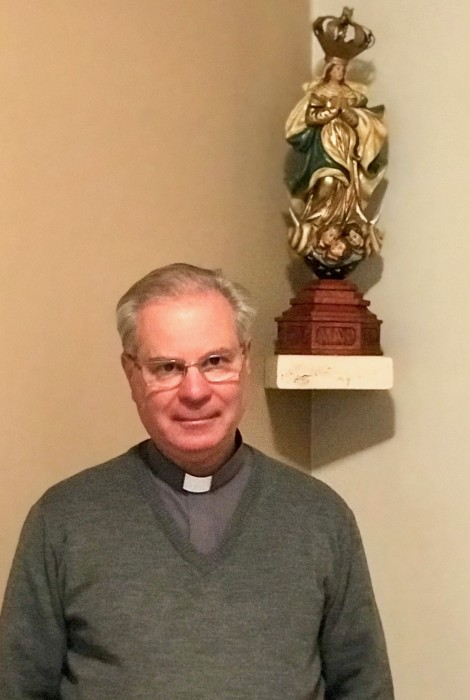
Pedro Ignacio Wolcan Olano